# Cultura Gâva
Cultura Gâva a fost o cultură hallstattiană timpurie răspandită în NV României, NE Ungariei, SE Slovaciei în SV Republicii Moldova  și Ucrainei Transcarpatice. Este considerată unul din primele centre ale complexului hallstattian timpuriu, caracterizat prin ceramică neagră, lustruită și canelată. Cel mai probabil este vorba de o evoluție a culturii Otomani.

## Descoperiri caracteristice
România
- Lapuș
- Valea lui Mihai
- Sfântul Gheorghe (cartierul Simeria)

Ungaria
- Nagzkálló
- Mezöcšt

Slovacia
- Somotor

Moldova
- Mahala (lângă Cernăuți)